# Metafaza
Metafaza je jedna od podfaza mitoze. U životinjskih organizama to je treća faza, nakon koje slijedi anafaza. Kod biljnih organizama, to je četvrta faza koja slijedi nakon prometafaze.
U metafazi kromosomi koji su u prometafazi bili porazbacani po stanici, poslažu se kružno po metafaznoj, ekvatorijalnoj ravnini u središtu stanice u sredinu diobenog vretena. Kromosomski kraci u metafazi obično su savijeni. Smjer u kojem se pružaju kromosomi okomit je na smjer kojim se pružaju mikrotubuli diobenog vretena.
Kad se raspadnu veze među sestrinskim kromatidama, stanica prelazi u podfazu anafaze.
|  |  |